# Cuprum Stilon Gorzów
O Miejski Klub Sportowy Cuprum Lubin, mais conhecido apenas como Cuprum Lubin, ou KGHM Cuprum Lubin por questões de patrocínio, é um clube de voleibol masculino polonês com sede na cidade de Lubin, na voivodia da Baixa Silésia. Atualmente o clube disputa a PlusLiga, a primeira divisão do campeonato polonês.

## Histórico
O Miejski Klub Sportowy Cuprum Lubin foi fundado em 2001, inscrito na IV Liga, quinto nível do campeonato polonês, de onde iniciou sua ascensão à primeira divisão. Em 2003 foi promovido à III Liga, em 2007 foi novamente promovido para a II Liga e quatro anos depois para a I Liga, categoria cadete, onde jogou por três anos e conquistou o vice-campeonato na tempoada 2011–12, antes de ser admitido na PlusLiga após a adição de mais duas equipes participantes.
Com a admissão à primeira divisão, o clube, conforme regulamento, passa a operar como sociedade por ações, passando a se chamar Cuprum Lubin. Assim chega a estreia na PlusLiga na temporada 2014–15, encerrando na sétima posição.
Em 2021 o Cuprum Lubin ganhou a medalha de bronze na segunda edição do PreZero Grand Prix, o torneio de voleibol de praia da pré-temporada após vencer o LUK Lublin por 2 sets a 0, com parciais de 25–13 e 25–19. Na edição posterior, voltou a conquistar a medalha após após vitória de 2–1 sobre o Projekt Warszawa.

## Títulos
Campeonato Polonês - I Liga
- Vice-campeão: 2011–12
- Terceiro lugar: 2012–13, 2013–14

## Elenco atual
Atletas selecionados para disputar a temporada 2022–23.
| Camisa               | Nome                | Altura (m) | Posição    |
| -------------------- | ------------------- | ---------- | ---------- |
| 3                    | Maciej Sas          | 1,80       | Líbero     |
| 5                    | Wojciech Ferens     | 1,94       | Ponteiro   |
| 6                    | Adam Lorenc         | 1,98       | Oposto     |
| 7                    | Kajetan Kubicki     | 1,90       | Levantador |
| 8                    | Moustapha M'Baye    | 1,98       | Central    |
| 9                    | Paweł Pietraszko    | 2,01       | Central    |
| 10                   | Remigiusz Kapica    | 1,99       | Oposto     |
| 11                   | Dominik Czerny      | 1,96       | Ponteiro   |
| 12                   | Florian Krage       | 2,04       | Central    |
| 14                   | Grzegorz Pająk      | 1,96       | Levantador |
| 16                   | Jędrzej Kaźmierczak | 2,00       | Central    |
| 18                   | Illia Kovalov       | 1,98       | Ponteiro   |
| 20                   | Kamil Szymura       | 1,85       | Líbero     |
| 23                   | Alexander Berger    | 1,94       | Ponteiro   |
| 44                   | Jakub Ziobrowski    | 2,02       | Oposto     |
| Técnico: Paweł Rusek |                     |            |            |